# Án lệ 23/2018/AL
Án lệ 23/2018/AL về hiệu lực của hợp đồng bảo hiểm nhân thọ khi bên mua bảo hiểm không đóng phí bảo hiểm do lỗi của doanh nghiệp bảo hiểm là án lệ công bố thứ 23 thuộc lĩnh vực dân sự của Tòa án nhân dân tối cao tại Việt Nam, được Hội đồng Thẩm phán Tòa án nhân dân tối cao thông qua, Chánh án Tối cao Nguyễn Hòa Bình ra quyết định công bố ngày 6 tháng 11 năm 2018, và có hiệu lực cho tòa án các cấp trong cả nước nghiên cứu, áp dụng trong xét xử từ ngày 3 tháng 12 năm 2018. Án lệ 23 dựa trên nguồn là Bản án dân sự phúc thẩm số 538 ngày 21 tháng 3 năm 2009 của Tòa án nhân dân Thành phố Hồ Chí Minh về vụ án tranh chấp hợp đồng bảo hiểm, nội dung xoay quanh hợp đồng bảo hiểm nhân thọ; hiệu lực của hợp đồng bảo hiểm; thời hạn đóng phí; và gia hạn đóng phí.
Trong vụ việc, nguyên đơn Phạm Thị T khởi kiện bị đơn là công ty bảo hiểm P về việc yêu cầu chi trả khoản tiền bảo hiểm tử vong thuộc bảo hiểm nhân thọ của chồng mình. Tranh chấp xoay quanh thời hạn có hiệu lực của hợp đồng bảo hiểm, tiến trình thanh toán bảo hiểm và lãi suất có liên quan. Vụ án được chọn làm án lệ để xác định hiệu lực của hợp đồng bảo hiểm theo căn cứ tình huống thực tế.

## Tóm lược vụ án
Tại Thành phố Hồ Chí Minh, có gia đình vợ chồng Phạm Thị T (gọi tắt: bà T), Trần Hữu L (gọi tắt: ông L). Ông L đã ký kết hợp đồng bảo hiểm nhân thọ với Công ty trách nhiệm hữu hạn Bảo hiểm nhân thọ P (gọi tắt: Bảo hiểm nhân thọ P). Hợp đồng bảo hiểm nhân thọ được tiến hành qua đời sống thường ngày của khách hàng. Trong quá trình này, ông L bất cẩn tai nạn và qua đời. Bà T căn cứ vào hợp đồng để yêu cầu Bảo hiểm nhân thọ P chi trả khoản tiền bảo hiểm, nhưng hãng bảo hiểm đã từ chối vì cho rằng hợp đồng bảo hiểm đã hết hiệu lực. Năm 2006, bà T khởi kiện Bảo hiểm nhân thọ P, đệ đơn lên Tòa án nhân dân Quận 1, được thụ lý và xét xử thông qua sơ thẩm, phúc thẩm để đi đến quyết định cuối cùng.

## Tranh tụng

### Các bên
Nguyên đơn Phạm Thị T trình bày rằng: chồng của bà là Trần Hữu L có đăng ký mua bảo hiểm của Công ty trách nhiệm hữu hạn Bảo hiểm nhân thọ P. Chồng của bà bị tai nạn chết. Theo hợp đồng bà là người thụ hưởng. Nay bà yêu cầu bị đơn trả số tiền bảo hiểm là 300 triệu đồng và tiền lãi theo mức lãi suất cơ bản tính từ tháng 8 năm 2005 đến lúc xét xử là 126 triệu đồng, tổng cộng là 426 triệu đồng.
Bị đơn Công ty trách nhiệm hữu hạn Bảo hiểm nhân thọ P có đại diện theo ủy quyền là Nguyễn Quốc T trình bày: ông L phải nộp phí bảo hiểm lần II vào ngày 24 tháng 6 năm 2005, sau đó được gia hạn thêm hai tháng nhưng vẫn không nộp tiền. Ông L chết ngày 27 tháng 8 năm 2005 là thời điểm hợp đồng bảo hiểm đã mất hiệu lực 03 ngày. Vì thế bị đơn không chấp nhận trả tiền theo yêu cầu của nguyên đơn.
Người có quyền lợi, nghĩa vụ liên quan Vũ Thị Minh N trình bày: Bà là đại lý của bị đơn, đã bán bảo hiểm cho ông L. Bà thỏa thuận với ông L là đến kỳ thu phí bảo hiểm, bà sẽ trực tiếp thu phí tại nhà ông L. Nhưng đến kỳ hạn cuối thu tiền bà phải đi học chính trị ở tỉnh nên không thu phí được. Việc không nộp tiền được là do khách quan, nên bà yêu cầu bị đơn phải trả tiền bảo hiểm cho nguyên đơn.

### Sơ thẩm
Ngày 21 tháng 8 năm 2008, tại trụ sở tòa ở số 04 đường Lý Tự Trọng, phường Bến Nghé, Quận 1, phiên sơ thẩm đã diễn ra, Toà án nhân dân Quận 1, Thành phố Hồ Chí Minh đã quyết định: không chấp nhận yêu cầu của nguyên đơn Phạm Thị T đòi bị đơn Bảo hiểm nhân thọ P trả tiền bảo hiểm và tiền lãi do chậm thanh toán là 426 triệu đồng. Về án phí: nguyên đơn thua kiện phải chịu án phí dân sự sơ thẩm là 7,89 triệu đồng, nhưng được khấu trừ số tiền tạm ứng án phí đã nộp là 6,0 triệu theo biên lai thu tiền ngày 9 tháng 6 năm 2006 của Thi hành án dân sự Thành phố Hồ Chí Minh. Bà T còn phải nộp 1,89 triệu đồng. Án sơ thẩm còn tuyên quyền kháng cáo của các đương sự.

## Phúc thẩm
Ngày 1 tháng 9 năm 2008, Phạm Thị T kháng cáo. Tại phiên toà phúc thẩm, nguyên đơn không rút yêu cầu khởi kiện và yêu cầu kháng cáo; các đương sự không thỏa thuận được với nhau về việc giải quyết việc kiện. Bà T trình bày yêu cầu kháng cáo là đề nghị Hội đồng xét xử chấp nhận yêu cầu của bà buộc bị đơn trả tiền bảo hiểm và tiền lãi do chậm thanh toán. Với lý do vì người của công ty không đến thu tiền bảo hiểm chứ không phải bà không đóng. Luật sư bảo vệ quyền lợi ích hợp pháp cho bà T đề nghị Hội đồng xét xử chấp nhận yêu cầu này của bà T. Đại diện bị đơn là Nguyễn Quốc T cùng luật sư bảo vệ quyền lợi ích hợp pháp đề nghị hội đồng xét xử y án sơ thẩm.

### Nhận định của Tòa án
Nhận định của Hội đồng xét xử Tòa án nhân dân Thành phố Hồ Chí Minh, Quyết định 538/2009/DS-PT.

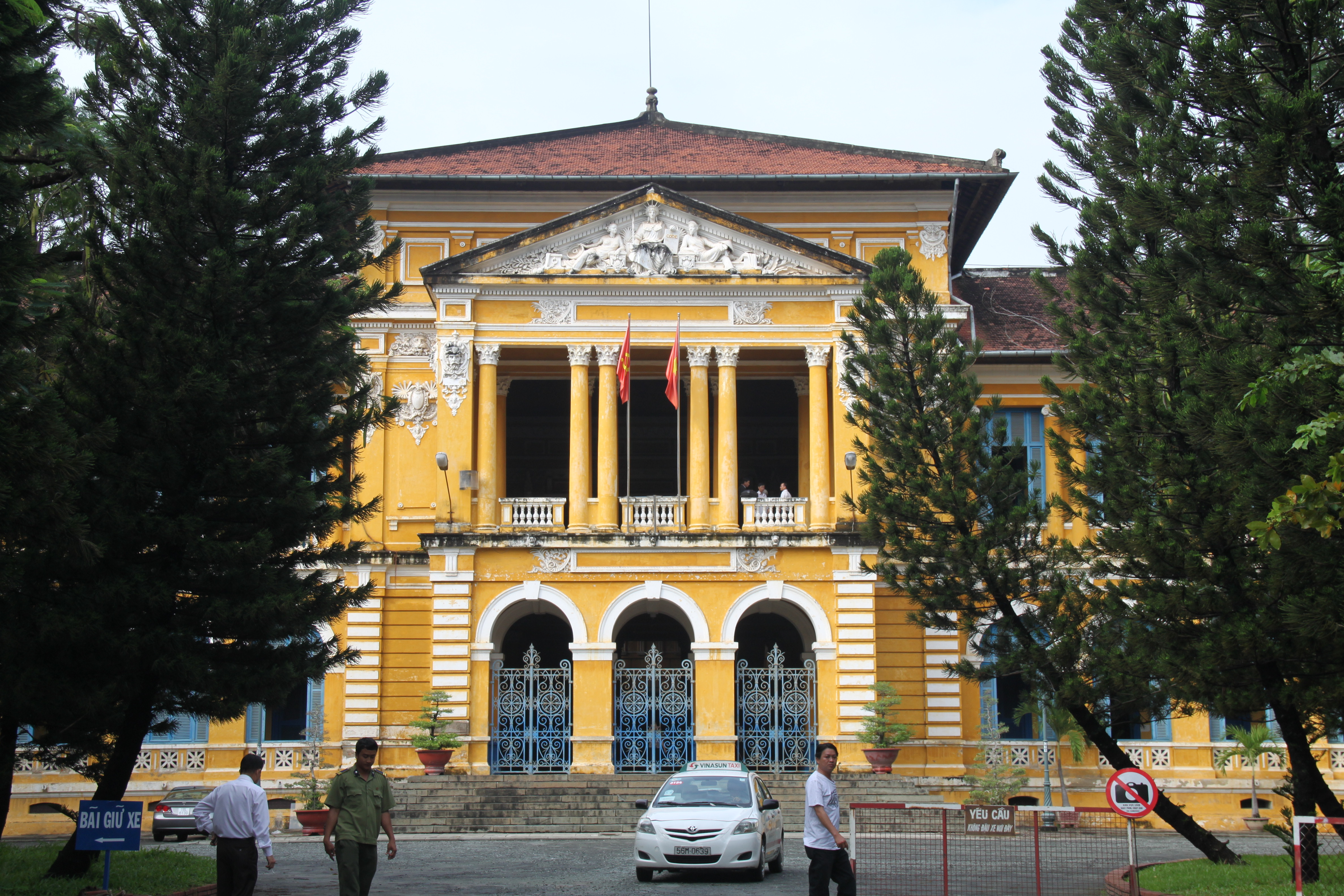
Trụ sở Tòa án nhân dân Thành phố Hồ Chí Minh, nơi diễn ra phiên phúc thẩm.

Ngày 31 tháng 3 năm 2009, phiên phúc thẩm diễn ra tại trụ sở tòa số 131 đường Nam Kỳ Khởi Nghĩa, phường Bến Thành, Quận 1, Thành phố Hồ Chí Minh. Sau khi nghiên cứu tài liệu có trong hồ sơ vụ án và thẩm tra các chứng cứ tại phiên tòa và căn cứ vào kết quả tranh luận tại phiên tòa, Hội đồng xét xử Tòa án nhân dân Thành phố Hồ Chí Minh đưa ra nhận định. Về hình thức: đơn kháng cáo của nguyên đơn trong hạn luật định, hợp lệ. Về nội dung: căn cứ hồ sơ yêu cầu bảo hiểm nhân thọ, thể hiện địa chỉ để bị đơn thu phí là tại nhà số 231 ấp 3, xã B, huyện Giồng Trôm, tỉnh Bến Tre là nhà của ông L. Điều này cũng phù hợp với lời khai của bà N là đại lý bán bảo hiểm và thu phí của bị đơn.
Xét yêu cầu kháng cáo của bà T cho rằng việc ông L không đóng phí bảo hiểm đúng hạn là do phía công ty không cử người đến thu là có cơ sở như chứng cứ nêu trên. Căn cứ giấy xác nhận của công an xã B cho thấy ông L chết vào ngày 27 tháng 8 năm 2005 là do bất cẩn té đập đầu chấn thương sọ não gây tử vong. Xét ông L đã ký hợp đồng bảo hiểm thông qua hình thức hồ sơ yêu cầu bảo hiểm nhân thọ với mức bảo hiểm là 300 triệu đồng, việc ông L chưa đóng phí đợt II như đã phân tích ở trên là không phải lỗi của ông L, do đó yêu cầu kháng cáo của bà T buộc Bảo hiểm nhân thọ P phải chi trả tiền bảo hiểm khi ông L tử vong do tai nạn là có cơ sở để chấp nhận.
Xét yêu cầu của bà T buộc Bảo hiểm nhân thọ P phải trả tiền lãi chậm trả từ 27 tháng 8 năm 2005 đến ngày Tòa án xét xử là không có cơ sở. Vì tại giấy chứng nhận bảo hiểm do Bảo hiểm nhân thọ P cấp cho ông L không thể hiện điều khoản về lãi suất, vì vậy Hội đồng xét xử không chấp nhận yêu cầu này của bà T. Do đó Hội đồng xét xử chấp nhận một phần yêu cầu kháng cáo của bà T, sửa án sơ thẩm buộc bị đơn phải trả tiền bảo hiểm theo hợp đồng tử vong do tai nạn của ông L là 300 triệu đồng mà người thụ hưởng là bà T. Án phí dân sự sơ thẩm bà T và bị đơn phải chịu theo quy định của pháp luật. Cụ thể bà T phải chịu án phí trên số tiền lãi không được chấp nhận là 6,04 triệu đồng. Bảo hiểm nhân thọ P phải chịu án phí trên số tiền phải chi trả cho bà T là 12 triệu đồng. Do sửa án sơ thẩm nên bà T không phải chịu án phí dân sự phúc thẩm.

### Quyết định
Từ những nhận định này, Hội đồng xét xử Tòa án nhân dân Thành phố Hồ Chí Minh ra quyết định: chấp nhận một phần yêu cầu kháng cáo của nguyên đơn, sửa bản án sơ thẩm của Tòa án nhân dân Quận 1, tuyên buộc Bảo hiểm nhân thọ P trả tiền bảo hiểm là 300 triệu đồng cho nguyên đơn ngay sau khi án có hiệu lực pháp luật. Kể từ ngày có đơn xin thi hành án của nguyên đơn, nếu phía bị đơn không thi hành các khoản nêu trên thì phải chịu lãi theo mức lãi suất cơ bản do Ngân hàng Nhà nước quy định tương ứng với thời gian chưa thi hành án.
Về án phí dân sự sơ thẩm: nguyên đơn phải chịu án phí là 6,04 triệu đồng, nhưng được trừ số tiền tạm ứng án phí đã nộp. Án phí dân sự phúc thẩm bà T không phải nộp, hoàn lại cho bà T 50.000 đồng tiền tạm ứng án phí. Bản án phúc thẩm có hiệu lực pháp luật kể từ ngày tuyên án.